# Blokus

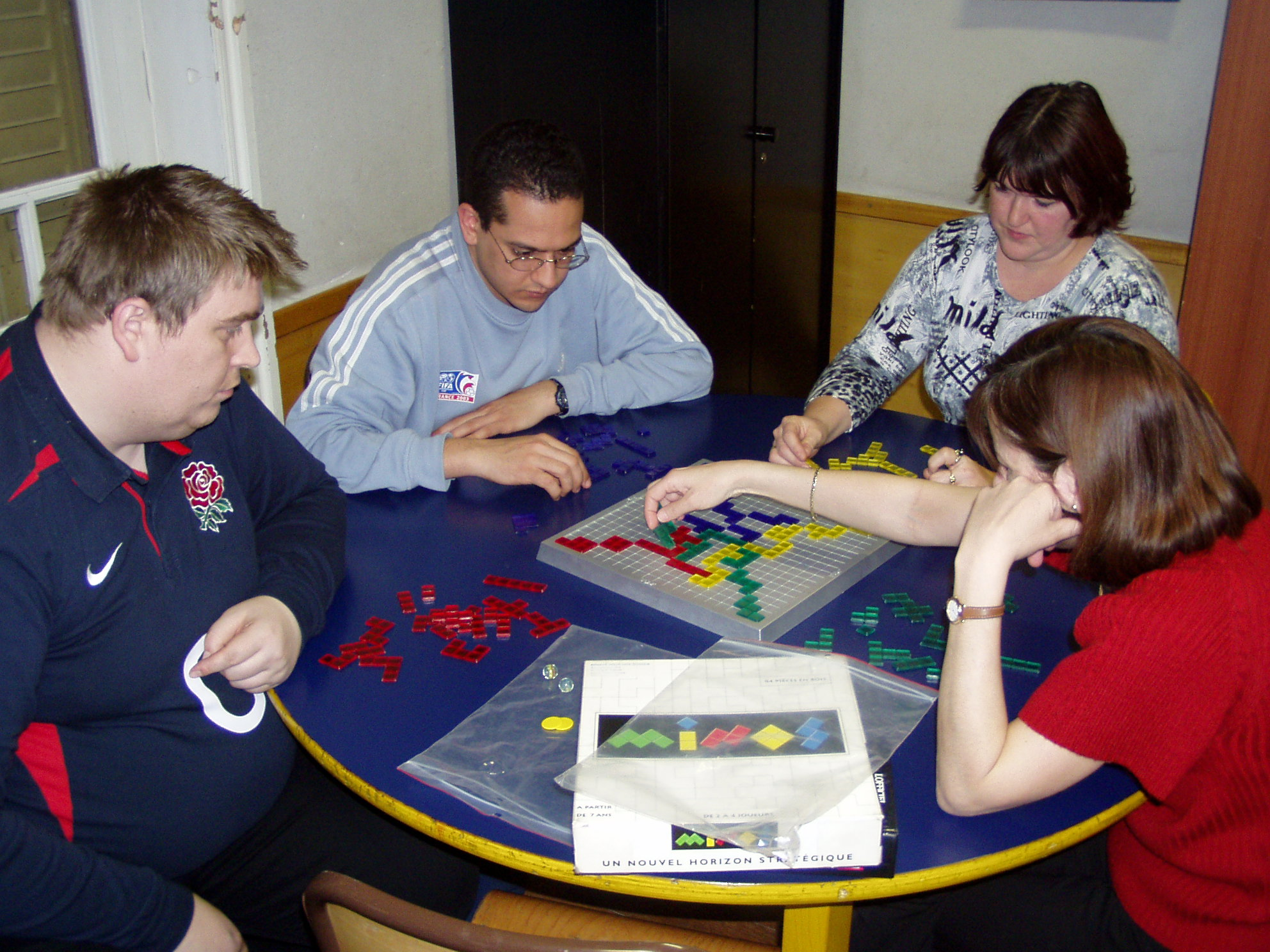
Blokus (met op de voorgrond de doos met voorloper Minos).

De 21 speelstenen.

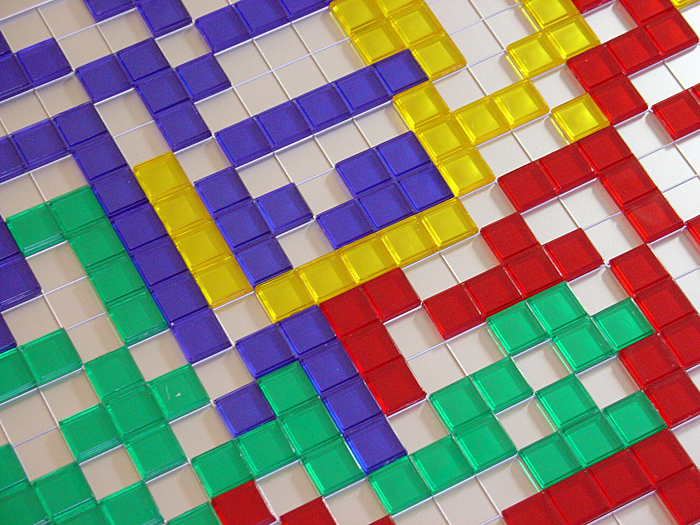
Close-up van beëindigd spel.

Blokus is een strategisch bordspel dat gespeeld wordt met 2 tot 4 personen. Het spel is ontworpen in 2000 door Bernard Tavitian en wordt uitgegeven door Sekkoïa.

## Algemeen spelprincipe
De spelers krijgen een identieke set stenen bij het begin van het spel. Die moeten ze om de beurt op het bord plaatsen, onder bepaalde regels. Wanneer geen speler meer een steen kwijt kan, is het spel afgelopen en kan men punten gaan tellen.
- Er wordt gespeeld op een bord van 20 bij 20 vierkante vakjes, dus met 400 vakjes.
- Er zijn in vier kleuren elk 21 stenen in de vorm van polyomino's - 12 pentomino's, 5 tetromino's, 2 triomino's, 1 domino en een monomino.

## Spelregels
Er wordt begonnen met een leeg bord. De spelers leggen om de beurt een steen op het bord, te beginnen in een hoek van het bord. Een volgende steen die een speler legt moet minstens met één hoekpunt raken aan een vorige steen van dezelfde kleur, maar nooit met een zijde. Als een speler niet meer kan leggen, is hij uit het spel. Als niemand meer leggen kan is het spel afgelopen. Winnaar is degene met de meeste punten:
- 15 punten voor het leggen van alle stenen, en nog 5 punten als de monomino de laatstgelegde steen is.
- -1 punt voor elk niet gelegd vierkantje.

## Varianten
Er zijn spelvarianten mogelijk, zoals het spelen van twee tegen twee. Ook zijn er varianten in de verkoop: 
- Blokus Duo uit 2005 voor twee personen. Dit wordt gespeeld op een kleiner speelbord van 14 bij 14 (196 vakjes)
- Blokus Trigon uit 2006 op een zeshoekig speelbord met gelijkzijdige driehoeken als vakjes.